# Marek Jaworski

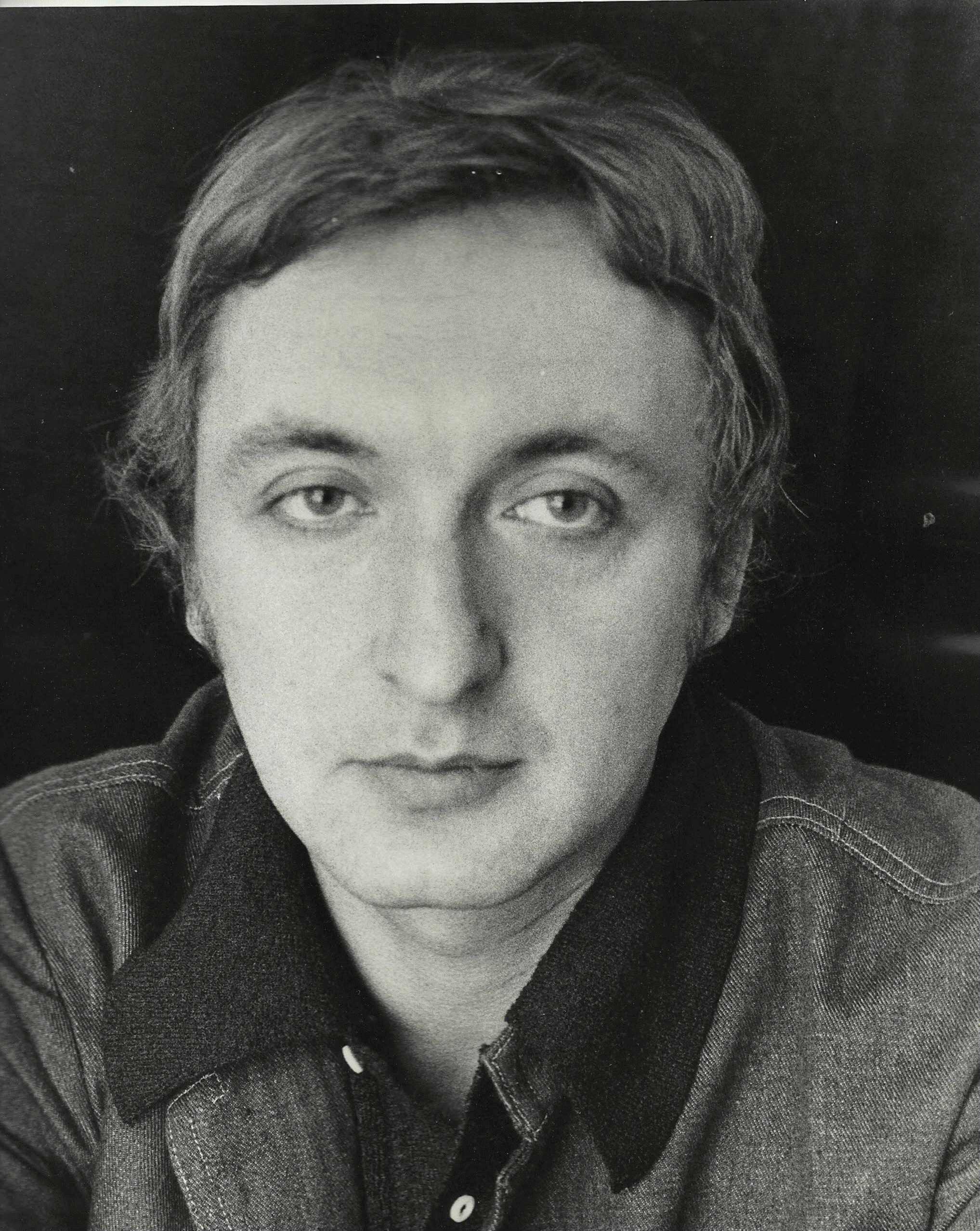
Marek Jaworski

Marek Jaworski (ur. 29 sierpnia 1937 w Skarżysku-Kamiennej) – polski dziennikarz, publicysta.
Autor kilkunastu książek z dziedziny sztuki: „W kręgu Kenara” (1968), „Sztuka wokół nas” (1970); biografistyki: „Tadeusz Kotarbiński” (1971), „Janusz Korczak” (1973), „Władysław Tatarkiewicz” (1975), „Ludwik Hirszfeld” (1977); społecznego funkcjonowania kultury: „Apetyt na kulturę” (1979), „Sztuka nie zna granic” i innych.
Współpracował przy powstaniu książek: „Stan wojenny. Dlaczego...” (1992) Wojciecha Jaruzelskiego oraz „Wspomnień” (1996) Stanisława Szwalbe. Pracował m.in. w pismach: „Radar”, „Fakty i Myśli”, „Itd”, „Współczesność” (z-ca red. naczelnego, ostatni szef tego czasopisma), „Trybuna Ludu” (komentator, w latach 1981–86 stały korespondent w Paryżu), „Trybuna”, „Sens”, „Wiadomości Kulturalne” (kier. działu, z-ca red. naczelnego), jednocześnie w latach 1973–75 z-ca red. naczelnego czasopisma „Sztuka”, zaś w latach 1996–97 rzecznik prasowy w Ministerstwie Edukacji Narodowej. Członek zespołu redakcyjnego czasopisma „Res Humana”.
Opublikował parę tysięcy artykułów, felietonów, reportaży, korespondencji, recenzji zarówno w dziennikach, jak i tygodnikach (m.in. „Kultura”, „Tygodnik Kulturalny”, „Argumenty”, „Nowe Książki”, „Życie Literackie”, „Fakty”, „Prawo i Życie”, „Walka Młodych”, „Dookoła Świata”, „Perspektywy”, „Panorama”, „Ekran”, „Przekrój”, „Tygodnik Demokratyczny”, „Kontakty”), a także miesięcznikach („Scena”, „Kino”, „Miesięcznik Literacki”, „Dialog”, „Literatura na Świecie”, „Panorama Polska”, „Kultura i Życie”, „Pokolenia”). W latach 70. był autorem i prezenterem wielu programów telewizyjnych o tematyce kulturalnej, m.in. cyklicznego programu „Muzy bez etatu” poświęconego twórczości amatorskiej i ludowej.
Został umieszczony na tzw. Liście Kisiela.

## Nagrody i odznaczenia
- nagroda Rady Naczelnej ZSP za osiągnięcia w twórczości dziennikarskiej poświęconej problematyce studenckiej;
- nagrody Klubu Publicystyki Polityki Kulturalnej Stowarzyszenia Dziennikarzy Polskich: I (1964), III (1968) i II (1979);
- odznaka Zasłużony Działacz Kultury (1972);
- nagrody Prezesa RSW Prasa-Książka-Ruch (1979 i 1987);
- nagroda ZAKR za publicystykę na tematy rozrywki (1976);
- nagroda Ministra Kultury i Sztuki za upowszechnianie polskiej literatury współczesnej (1989);
- nagroda Towarzystwa Krzewienia Kultury Świeckiej im. T. Kotarbińskiego za publicystykę (1987);
- Dyplom Honorowy Ministra Kultury i Sztuki za osiągnięcia w upowszechnianiu kultury (1979);
- Złoty Krzyż Zasługi (1974);
- Krzyż Kawalerski Orderu Odrodzenia Polski (1987).